# Püspökladány

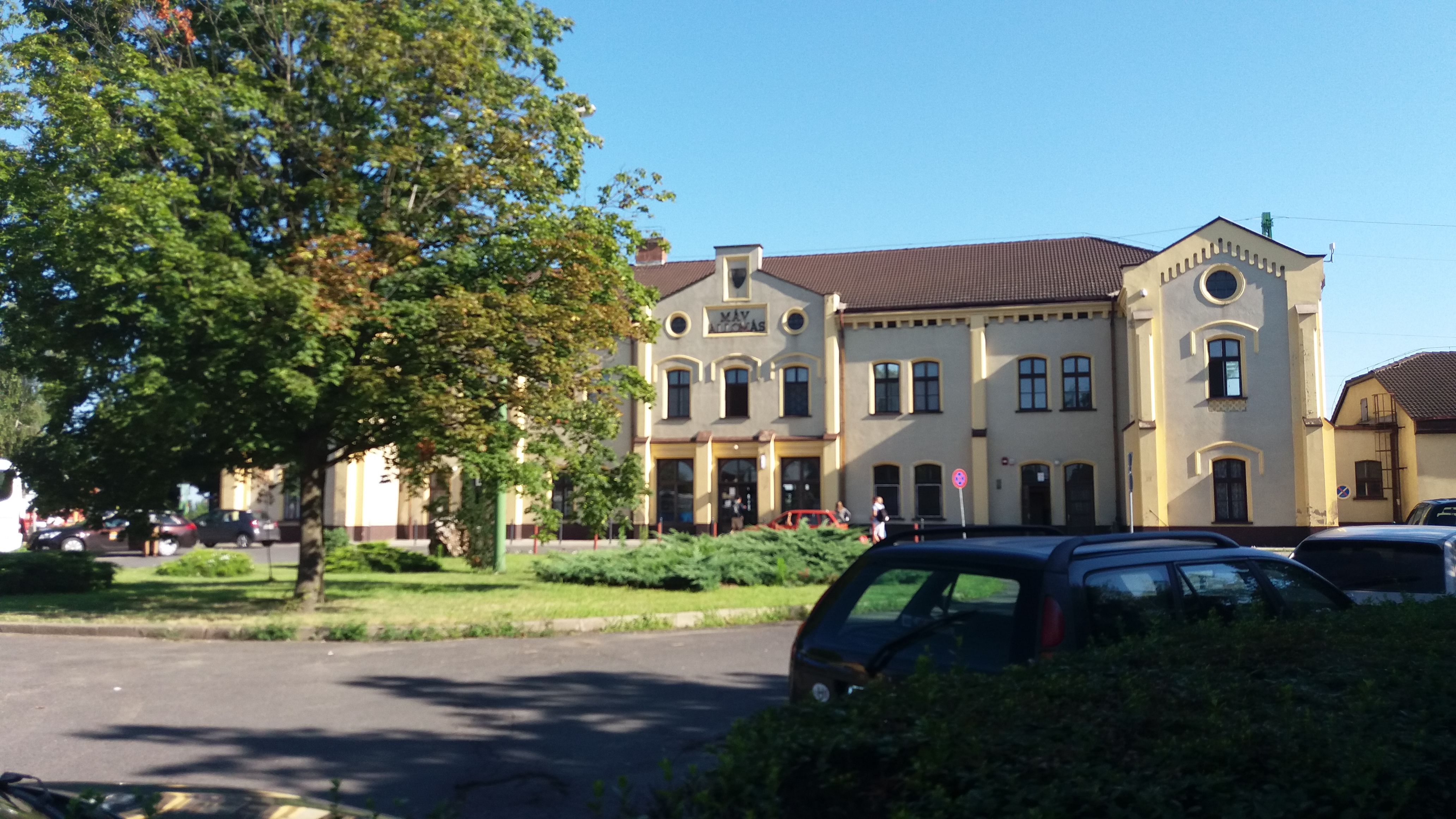
Järnvägsstationen i Püspökladány.

Püspökladány är en mindre stad i Ungern med 13 834 invånare (2020).